# Model híbrid-pi

Figura 1: model simplificat de BJT híbrid-pi de baixa freqüència.

El model híbrid-pi és un model de circuit popular utilitzat per analitzar el comportament del senyal petit dels transistors d'unió bipolar i d'efecte de camp. De vegades també s'anomena model Giacoletto perquè va ser introduït per LJ Giacoletto l'any 1969. El model pot ser bastant precís per a circuits de baixa freqüència i es pot adaptar fàcilment per a circuits de freqüència més alta amb l'addició de capacitats interelèctrodes adequades i altres elements paràsits.
El model híbrid-pi és una aproximació linealitzada de la xarxa de dos ports al BJT utilitzant la tensió de l'emissor de base de senyal petit, {\displaystyle \scriptstyle v_{\text{be}}}, i voltatge col·lector-emissor, {\displaystyle \scriptstyle v_{\text{ce}}}, com a variables independents, i el corrent de base de petit senyal, {\displaystyle \scriptstyle i_{\text{b}}}, i corrent del col·lector, {\displaystyle \scriptstyle i_{\text{c}}}, com a variables dependents.

Figura 2: model simplificat de MOSFET híbrid-pi de baixa freqüència.

A la figura 1 es mostra un model híbrid-pi bàsic de baixa freqüència per al transistor bipolar. Els diferents paràmetres són els següents.
{\displaystyle g_{\text{m}}=\left.{\frac {i_{\text{c}}}{v_{\text{be}}}}\right\vert _{v_{\text{ce}}=0}={\frac {I_{\text{C}}}{V_{\text{T}}}}}
és la transconductància, avaluada en un model senzill, on:
- {\displaystyle \scriptstyle I_{\text{C}}\,} és el corrent del col·lector en repos (també anomenat polarització del col·lector o corrent del col·lector DC)
- {\displaystyle \scriptstyle V_{\text{T}}~=~{\frac {kT}{e}}} és la tensió tèrmica, calculada a partir de la constant de Boltzmann, {\displaystyle \scriptstyle k}, la càrrega d'un electró, {\displaystyle \scriptstyle e}, i la temperatura del transistor en kèlvins, {\displaystyle \scriptstyle T}. A temperatura ambient aproximadament (295 K, 22 °C o 71 °F), {\displaystyle \scriptstyle V_{\text{T}}} és d'uns 25 mV.

{\displaystyle r_{\pi }=\left.{\frac {v_{\text{be}}}{i_{\text{b}}}}\right\vert _{v_{\text{ce}}=0}={\frac {V_{\text{T}}}{I_{\text{B}}}}={\frac {\beta _{0}}{g_{\text{m}}}}}
- és el corrent de base de CC (polarització).
- és el guany de corrent a baixes freqüències (generalment citat com a h fe del model de paràmetre h). Aquest és un paràmetre específic de cada transistor i es pot trobar en un full de dades.
- és la resistència de sortida deguda a l'efecte Early (és la tensió inicial).

## Model complet

Model híbrid-pi complet

El model complet introdueix el terminal virtual, B', de manera que la resistència de propagació de la base, r bb, (la resistència a granel entre el contacte de la base i la regió activa de la base sota l'emissor) i r b'e (que representa el corrent de base). necessària per compensar la recombinació de portadors minoritaris a la regió base) es pot representar per separat. Ce és la capacitat de difusió que representa l'emmagatzematge de portadors minoritaris a la base. Els components de retroalimentació, rb'c i Cc, s'introdueixen per representar l'efecte Early i l'efecte Miller, respectivament.